# Monthieux
Monthieux is een gemeente in het Franse departement Ain (regio Auvergne-Rhône-Alpes) en telt 578 inwoners (1999). De oppervlakte bedraagt 10,8 km², de bevolkingsdichtheid is 53,5 inwoners per km².

## Geografie
De onderstaande kaart toont de ligging van Monthieux met de belangrijkste infrastructuur en aangrenzende gemeenten.

## Demografie
Onderstaande figuur toont het verloop van het inwoneraantal van Monthieux vanaf 1962. De cijfers zijn afkomstig van het Frans bureau voor statistiek en bevatten geen dubbel getelde personen (volgens de gehanteerde definitie population sans doubles comptes).
Vanwege een beveiligingsprobleem met de MediaWiki Graph-software is het momenteel niet mogelijk deze grafiek weer te geven. Zodra de software is bijgewerkt zal de grafiek vanzelf weer zichtbaar worden.
1. ↑  Populations de référence 2022.